# Skinheads Against Racial Prejudice
Fondé en 1987 aux États-Unis,,, SHARP (Skinheads Against Racial Prejudice ou Skinheads contre les préjugés raciaux) désigne un mouvement de skinheads dits « traditionnels » (tradskins) qui se positionnent radicalement contre le racisme, contre les néo-fascistes et autres groupes d'extrême droite, plus particulièrement si ceux-ci se proclament eux aussi skinheads,.
Le mouvement prend son origine dans les racines multi-ethniques de l'identité culturelle skinhead,,.
Antifascistes, et antiracistes, les Sharp's qualifient les Skinheads d'extrême droite de « boneheads » (terme péjoratif signifiant « têtes d'os » ou « crétins » en anglais familier).
À l'inverse, les skinhead NS les appellent « reds » (« rouges », terme relatif à une affiliation supposée ou réelle à la gauche politique) ou « poseur » et ne considèrent pas les SHARPs comme de vrais skinheads, car ils nient les agressions supposées fréquentes et fortement médiatisées des premiers skinheads envers les immigrés pakistanais.
Selon le politiste Francis Dupuis-Déri, les Skinheads against racist prejudice (SHARP) et les Red and Anarchist Skinheads (RASH) « valorisent l’action directe et l’autodéfense contre les néo-nazis ».

## Historique
Le mouvement SHARP s'inscrit dans l'histoire des skinheads. À la fin des années 1980, il s'agit d'une réaction de skinheads qui prennent position contre le racisme, alors que le revival skinhead est fortement marqué par la présence de l'extrême droite et des néonazis, sous l'influence de différents groupes de musique du courant rock anticommuniste tels que Skrewdriver.
En réaction à cette politisation du mouvement qu'ils jugent contraire à ses traditions, des skinheads britanniques antiracistes se regroupent à partir de 1979-80 dans le Skinheads Against the Nazis (SAN), impulsé et contrôlé par l'Antinazi League organisation, très liée au Socialist Workers Party, un parti trotskiste.
Parallèlement, de plus en plus de skins antiracistes soutiennent la campagne Rock Against Racism. Le second revival Ska Européen mené par des groupes tels que Potato 5, Maroon Town ou The Deltones fédère un nombre important de skins qui refusent la mainmise de groupes néonazis et souhaitent revenir à un « âge d'or » métissé de la scène. Cette tendance fait des émules en Amérique du Nord, où la mode skinhead prend une grande ampleur au début des années 1980.

### Apparition aux États Unis
En 1985, des skinheads de Cincinnati fondent Baldies Against Racism (« les chauves contre le racisme » ; Baldies - les chauves - est un surnom des skinheads). En 1987, à New York, est créé le mouvement SHARP. La figure emblématique du mouvement est Roddy Moreno, leader du groupe gallois The Oppressed et importateur en 1988 du SHARP au Royaume-Uni. Après un voyage à New York, Roddy Moreno avait rencontré les membres fondateurs Marcus et Jason et ramené le concept à  Cardiff, sa ville natale. Il est à l'origine de la création du logo international qui reprend le casque hoplite, clin d'œil au label Trojan Records.
Ce mouvement, né aux États-Unis en 1987, est, comme le mouvement skinhead originel né à la fin des années 1960, dénué d'affiliation politique précise. L'action musclée de ce groupe va faire des émules sur l'ensemble du territoire nord Américain, bénéficiant de la montée en puissance d'une scène métissant musique Oi! et Hardcore mais aussi et surtout du regain d'activité de la scène Ska, promu par des labels tels que Moon Ska ou Stubborn records.
Les premiers skinheads SHARP américains sont fondamentalement antifascistes et antiracistes avec une forme de patriotisme sans ambiguïté. La bannière étoilée est d'ailleurs présente sur le premier logo SHARP : une botte (de skinhead) écrase une croix gammée sur fond de drapeau américain. Le SHARP reprend à son compte l'imagerie patriotique et antinazie de la Seconde Guerre mondiale. Il faut comprendre que même si ces références pro-américaines font débat en son sein, le SHARP NYC n'échappe pas au traditionnel héritage patriote du rêve Américain. Cette question du nationalisme atteindra son sommet avec l'engagement des forces Américaines dans la guerre du Golfe en 1991, puisque le SHARP NYC se scindera pour divergences politiques, certains membres prônant un soutien inconditionnel à l'intervention, d'autres, à l'inverse, travaillant avec le collectif anti-guerre « Food not Bomb ». Ces derniers iront fonder « May Day Crew », groupe socialiste qui deviendra le Rash quelques années plus tard, développant un nombre important d'activités au sein du squatt radical A.B.C No Rio. Aux États-Unis, de nos jours, les individus composant cette mouvance skin antiraciste peuvent être proche de l'une ou l'autre tendance sans que cela donne lieu aux débats passés. 

### Diffusion en Europe
En Allemagne, la montée en masse des mouvements d’extrême droite consécutifs à la chute du mur de Berlin va provoquer un rapprochement stratégique entre skins antifascistes et la mouvance autonome qui se développe autour de l'Anti Fascistiche Aktion. Les skins pratiquent l'autogestion en participant à la vie des squats, à Hambourg en particulier, en recourant au besoin à l'affrontement dans la rue. De plus, la campagne bénéficie du soutien de nombreux groupes musicaux ska (No Sports, Busters, Skaos, Bleichreiz) et de labels indépendants (Pork Pie, Grover records).
Il en est de même en Grande-Bretagne où, outre l'influence du revival néo-sixties, le Sharp sera associé au collectif politico-culturel Cable Street Beat. De nombreux groupes musicaux tels les Bad Manners, The Blaggers et Selecter seront un soutien constant à cette émanation de l'A.F.A.
En Espagne, pays alors encore mal remis du Franquisme, la scène skin va se trouver tiraillée entre deux clivages historiques : Indépendantisme (Pays basque, Catalogne, Galize) contre Espaniolisme (nationalisme de défense de l'unité nationale, négation des particularismes locaux), et Conservatisme chrétien post-franquiste contre Républicanisme.
C'est tout d'abord au Pays basque (région ayant de très forts liens historiques avec l'Angleterre) que va naître la mouvance skin antiraciste. Le groupe Kortatu va contribuer fortement à la naissance d'une identité skin conscientisée, antiraciste et métissée. Quelques années plus tard, les skinheads garnissent les tribunes des clubs de football. On peut citer les groupes Herri Norte Taldea (Athletic de Bilbao) et Indar Gorri (Osasuna) d'idéologie nationalistes et antiracistes. En périphérie de ces deux « kop », deux fanzines Dr Skinhead et Black 'n'White vont unir leur effort pour créer le SHARP Euskadi autour d'une plateforme commune. L'appel constitutif de 1990, dénonçant les premières exactions de boneheads basques, est signé par plus d'une quinzaine de groupes, d'associations et de lieux alternatifs.
Les fêtes patronales de l'Aste Nagusia (Bilbao) ou de San Fermin (Pampelune) deviennent prétextes à rencontre de tous les skins antiracistes du territoire Espagnol, mais aussi de France, d'Italie et d'Allemagne. Ce sont jusqu'à 3000 skins qui se croisent durant l'édition 1993 des fêtes de Bilbao. Entre-temps, la vivacité de l'exemple basque ne tarde pas à être suivi partout sur le territoire, la section Països catalans atteint très rapidement un chiffre de 400 membres en 1991, et elle peut compter sur le soutien d'une scène musicale très vivace avec des groupes tels que Skatala et Dr Calypso. D'autres sections de moindre importance comme celles de Ségovie (fanzine Krapula) ou de Madrid (Fanzine Working People force) font preuve d'un activisme sans relâche en organisant soirées où s'affrontent amicalement des Djs de très haut niveau, participant à la vie de leur quartier et n'hésitant pas à peupler les premiers rangs des manifestations antifascistes « dures ».
Il est à noter que la tradition libertaire espagnole ainsi que la grave précarité subie par sa jeunesse amènent un très grand nombre de skins être très actifs dans les mouvements contestataires, squatts en particulier, et de ce fait, avant les années 2000, il n'y a aucune distinction entre scène SHARP et Redskin, le terme apolitique est d'ailleurs remplacé par celui d' « apartiste ».
Le 11 avril 1993, Guillém Agulló, un jeune Valencien de 18 ans, paie de sa vie son engagement. Connu pour ses convictions indépendantistes (il est membre du mouvement Catalan Maulét) et son activisme dans le SHARP Valencia, il est poignardé à mort à Montanejos. Son agresseur, Pedro Cuevas, est membre du groupe de supporter néofasciste de Valence, la Penya Yomus. Ce dernier est condamné à 16 ans de prison, mais est libéré au bout de 4 ans. La mort de Guillèm Agulló sera un véritable tremblement de terre en Espagne, qui semble revivre les heures les plus noires de la guerre civile. Cette affaire aura des répercussions politiques importantes. Un rapport des plus hautes sphères des services de police rendu public par inadvertance, un an après l'affaire, assimile les SHARP à « des agitateurs supérieurement entrainés ayant une propension à conscientiser un nombre inquiétant de jeunes des quartiers ». Par ailleurs ce fait divers inaugure une liste importante de skinheads antiracistes assassinés par l’extrême droite.

### SHARP en France
C'est à Beauvais que deux skinheads, éditeurs du fanzine Pour la gloire !, vont commencer à développer le SHARP en France à partir de 1988. Ils éditeront plus tard les fanzines "Hard times" et Un monstre est en moi. En lien direct avec le SHARP Beauvais, une des seules cellules françaises 100 % skinheads anti-racistes en cette fin d'année 1980, on trouve une bande parisienne, composée de Trojan skin (skinhead reggae) et de skinheads traditionnels qui traînent, entre autres, dans le quartier de Jussieu, dans le 5e arrondissement de Paris.

Par ailleurs, le groupe Ska Parisien « Les Frelons » sera le premier groupe à diffuser les tracts du Sharp lors de ses concerts : ils sont en effet en relation constante avec un mouvement qui gagne en importance en Grande Bretagne. Plus étonnant, le groupe Machtoc appose le logo du Sharp sur son disque sorti sur le label anglais Unicorn. Cette prise de position fera à l'époque sourire de part et d'autre, car le disque précédent du groupe était distribué sur le label Rebelles Européens du militant néonazi Gaël Bodilis. 

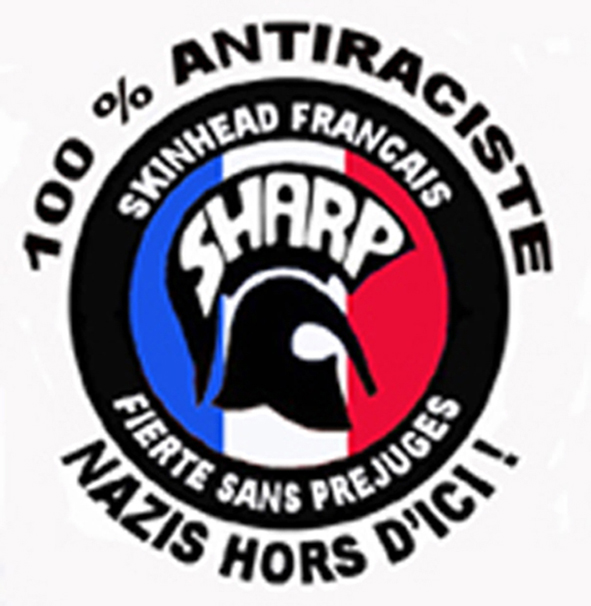
Logo Sharp france 2001

De manière plus anecdotique en 1989, un des plus anciens skinheads de la bande des skins de Jussieu tentera de créer une nouvelle entité, sans recueillir le moindre écho, et ce quasiment dans la même période que le SHARP Beauvais, l'ARASH (Anti Raciste Action SkinHead).
Parmi les activistes ayant critiqué le Sharp avant de le rejoindre, début 90 on peut citer notamment Phil (Batteur de Anti Patik, futur batteur de Voices of Bellevilles, chanteur de Hardxtimes et batteur de Lions Law) alors éditeur de fanzine, arrivé de Rouen à Beauvais début 1992, et qui est alors connu pour son passé nationaliste au milieu des années 1980. 
En 1993, le SHARP-Paris-Banlieue apparaît et prend la place laissée vacante par la disparition des noyaux préexistants, avec une relative visibilité dans les scènes alternatives et la presse de diffusion nationale. Là encore, on retrouve des membres actifs de la scène skinhead, entre autres les éditeurs du fanzine skinhead Big 5, et une nouvelle génération plus radicalement antifasciste apparaît. 
Si les actions et publications de ces premiers Sharp Français n'écornent pas encore la prédominance médiatique des skinheads néonazis, elle permet de faire connaître l'existence d'une mouvance skinhead antiraciste auprès de la scène alternative qui, à l'époque, jouit d'une influence très forte au sein de la jeunesse française. C'est particulièrement dans les « fanzines » que les différents skins, pour la plupart orientés musique Jamaïcaine, peuvent créer un réseau affinitaire et prendre conscience de leur force. Parmi les revues à tirage confidentiel ayant fait la promotion du SHARP, on peut citer Skactualités, Fantomas, Skanews, Batko, Skalious Dog, Shaven Republic ou Symphonie Urbaine. Gil, un dessinateur libertaire issu de la mouvance autonome, par ailleurs passionné de musique Jamaïcaine, créera un nombre élevé de visuels repris dans la scène SHARP internationale. La revue antifasciste Reflex ira, elle, à l'encontre des préjugés anti-skinheads d'une partie de l’extrême gauche en ouvrant ses pages aux Blaggers ainsi qu'aux activités du SHARP anglais dans un spécial Grande Bretagne.

Au moment où cette mouvance atteint son apogée (année 93/94), on trouve des sections dans les villes françaises de Paris, Bordeaux, Toulouse, Angers, Dijon, Lyon et Besançon, la plupart d'entre elles seront présentes localement et auront une existence éphémère, elle se dissoudront progressivement pour s'intégrer à d'autres projets alternatifs, sans pour autant que leurs acteurs ne disparaissent de la scène. Détail anecdotique, l'acronyme S.H.A.R.P selon les régions se décline sous plusieurs formes : les tracts et lettres d'infos de la section Parisienne du début des années 90 parlent de Skin Heads Anti Racistes et Populaires, la section Occitane (Bordeaux/Toulouse) qui lui est contemporaine utilise quant à elle le sigle Sharp pour Skin Heads Anti Racistes et Prolétariens.

Skinhead anti racistes Paris

Parmi les groupes français, existants ou défunts ouvertement affiliés, pouvant être assimilés ou ayant soutenu cette mouvance, on peut citer Les Frelons (Paris), The Abhored (Pau), Barikad (Toulouse), Cruelle Section (nord), Rude Boy System et Vikings Remedy (Sarthe), Les Partisans (Lyon), Magadocs (Marseille), Kargol's (Perpignan), 8.6 Crew, Los 3 Puntos, Voices of Belleville, Moonlight Wankers, Gonna Get Yours, Maraboots, Lion's Law ou encore Hardxtimes, les Rochelais Janitors, Two Tone Club (Montbelliard), Larcin (Lille), les Bordelais des Have nots, Skadichats, Hara-Kiri, Banned from The pub et Sands of the Street (Le Porge).

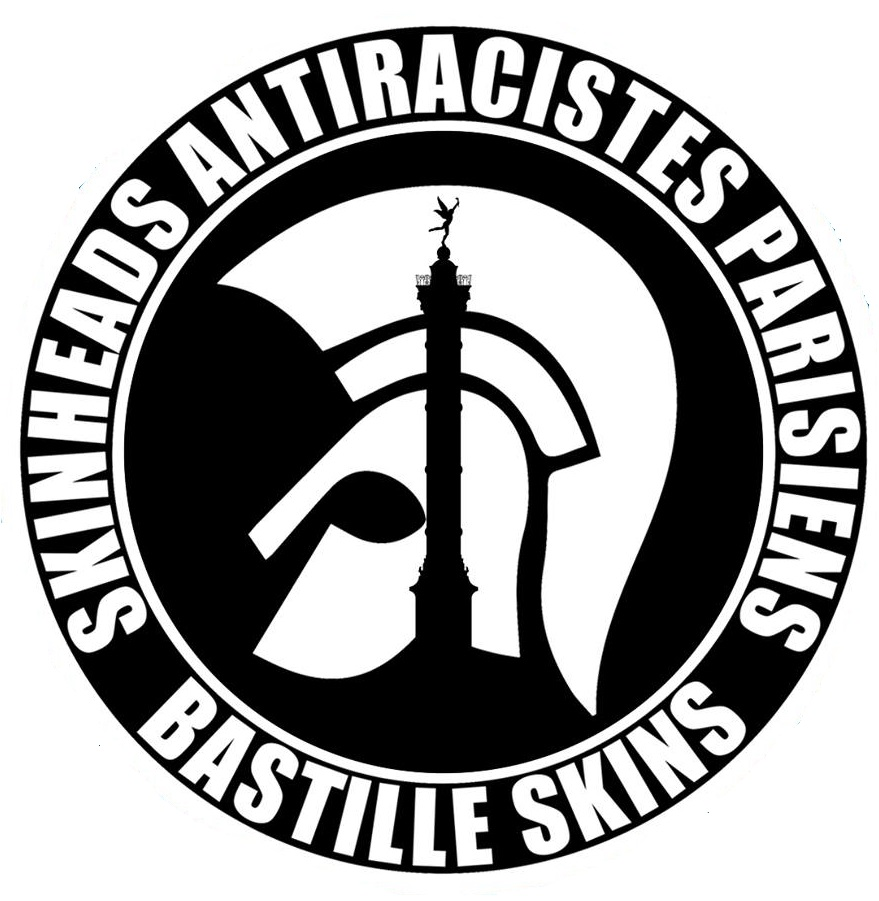
Skinhead anti racistes Parisiens bastille skins BSC

En 2001, une nouvelle génération de skinheads Parisiens épaulés par de plus anciens réaffirme ses positions dans un tract disponible sur internet et par l'organisation de concert. Les oppositions sont souvent les mêmes : le radicalisme de la scène RASH est un réel obstacle à l'ébauche d'une fédération de principes et de modalités d'actions. L'antiracisme n'est pas le socle commun et le temps devra faire son œuvre. 
Se pose en effet la question de trouver une voie médiane qui ne soit pas assimilable à une quelconque action politique, tout en conservant la radicalité et la non compromission du propos antiraciste.

En 2006 une bande née a Parmentier; les groupes Maraboots, Hardxtimes ainsi que StreetKids en sont les portes étendards.
La bande change de quartier et devient le B.S.C (Bastille Skinhead Crew), qui existe toujours. 
En 2019, la scène skinhead française est toujours portée par de nouveau groupes ouvertement anti raciste et arborant le SHARP : Squelette, Bromure, Tchernobyl ou CRAN a Paris et de nombreux jeunes groupes dans les régions. 

#### Autres bandes
[réf. nécessaire]Les Ruddy Fox de Paris Châtelet-les Halles étaient une des seules et rares bandes de chasseurs de nazis, dont certains membres reprenaient le look skinhead dans leur rang. Leur nombre n'excédait pas 10 à 20 membres. Bien souvent, les bandes de chasseurs dites « chasseurs de skins » (Redskins, Red Warriors, Ducky Boys, etc.) s´identifiaient partiellement au look skinhead, sans appartenir et soutenir la culture skinhead de référence à proprement parler. Ces groupes évoluaient dans un creuset culturel beaucoup plus large : les Ducky Boys par exemple se veulent issus autant de la culture rockabilly que du hip hop naissant, les Red Warriors quant à eux, s'ils comptent d'anciens skins des halles, sont imprégnés d'une culture proche de la Mouvance Autonome. C'était donc une exception concernant les Ruddy Fox qui, au début des années 1990, côtoyaient l'ARASH, les trojan skin et les SHARP parisiens, correspondaient avec des skinheads SHARP du New-Jersey et se montraient à presque tous les concerts punk, ska et N.Y.H.C de la capitale. Ils furent ainsi les premiers à Paris à assimiler la culture skinhead.

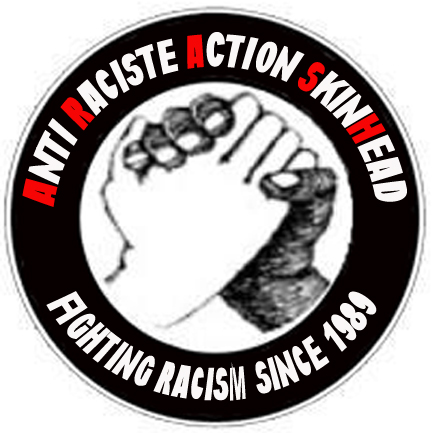
Skinhead anti racistes Paris

Les Red and Anarchist Skinheads (RASH), souvent appelés skinheads rouges et noirs ou redskins, sont extrêmement politisés, ils ont en commun l'antiracisme et la haine de l’extrême droite avec le SHARP. Ces deux mouvances sont en France souvent confondus, sauf à Paris durant une brève période. Le mouvement RASH, ancré pour l'essentiel à l'extrême-gauche libertaire, est, pour beaucoup de skinheads non affiliés à un courant idéologique, bien davantage une organisation militante qui flirte avec le mouvement skinhead sans vraiment lui appartenir. Cependant, hormis les querelles de chapelles, on ne peut ignorer que certains affiliés du RASH sont eux-mêmes issus de la scène SHARP des années 90 (Paris mis à part). Le RASH est devenu au début des années 2000 l'acteur majeur de la scène parisienne, le mouvement skinhead s'étant démocratisé avec des reportages comme Skinhead Attitude ou le film This is England.

## Engagements et philosophie
Une des particularités du SHARP est son engagement sans affiliation politique précise : antiraciste, antifasciste. Si l'appartenance à la classe ouvrière traditionnelle des skinheads les rapproche d'une vision socialiste de la société, les SHARP ne sont pas forcément liés aux organisations communistes : le militantisme dans des organisations politiques, des syndicats ou des collectifs est assez courant, mais il est plutôt considéré comme étant de l'ordre de l'acte individuel.
Le SHARP est moins une organisation qu'un appel au ralliement de tous les skinheads qui refusent le racisme, le fascisme et la politique outrancière au sein de leur mouvement. Cette mouvance existe sous la forme de réseau informel sans porte-parole ni structures pérennes, ce qui explique sa relative discrétion en France (contrairement à l'état Espagnol ou l'Allemagne, où des coordinations locales travaillent directement avec les groupes antifascistes radicaux existant). Le seul fait d'être skinhead est pour eux un acte antiraciste de par les origines multi-ethniques de ce mouvement, né du métissage et de la fusion culturelle des Mods et des fils d'immigrés jamaïcains.

## Organisations et groupuscules de skinheads SHARP
- SHARP NYC -  États-Unis
- Las Vegas Unity Skins -  États-Unis (Basée à Las Vegas, dont étaient membres Lin Newborn et Daniel Shersty, deux skinheads antiracistes assassinés par des skinheads néonazis.)
- SHARP - France : Sharp Beauvais 1988-92 / Sharp Paris 1993-97 / Sharp Paris-Banlieue 1999-2019

- Parmentier Crew -  France 2006-2009
- BSC (Bastille Skinhead Crew) 2016-2019